# Debstedt
Debstedt is een dorp in de gemeente Geestland in de Duitse deelstaat Nedersaksen. In 1973 werd de tot dan zelfstandige gemeente samengevoegd met de stad Langen, die in 2015 opging in Geestland; zie verder aldaar.

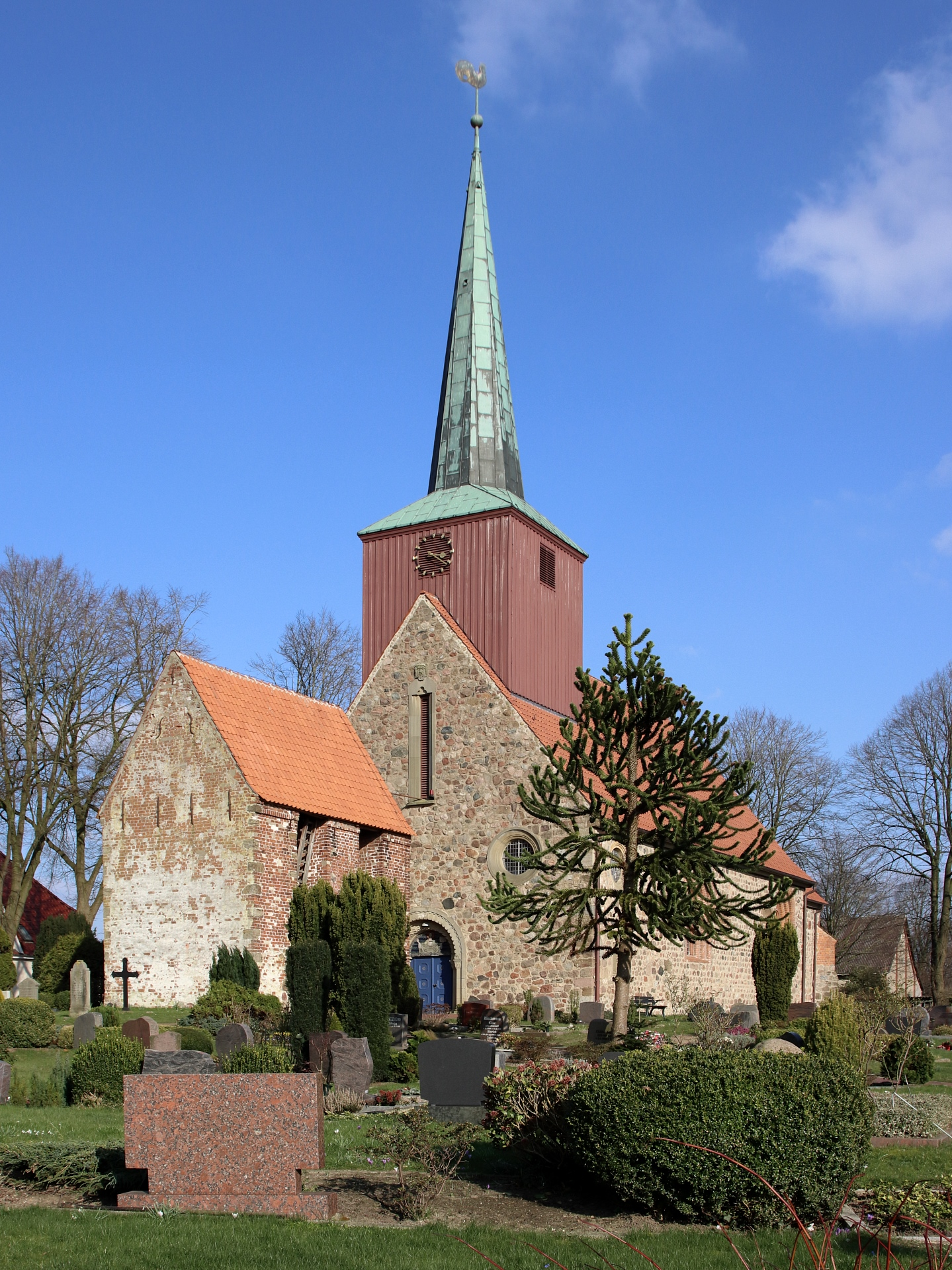
Evang.-lutherse Dionysiuskerk, Debstedt

Debstedt is een van de oudere dorpen in de gemeente. De dorpskerk werd gebouwd rond het jaar 1200. In 1912 ging het gebouw grotendeels verloren door een brand maar is na de brand opnieuw opgebouwd.
- Nationale Bibliotheek van Israël: 987007547549305171
- Virtual International Authority File: 156113257